# 030 PLM 1513 à 2457

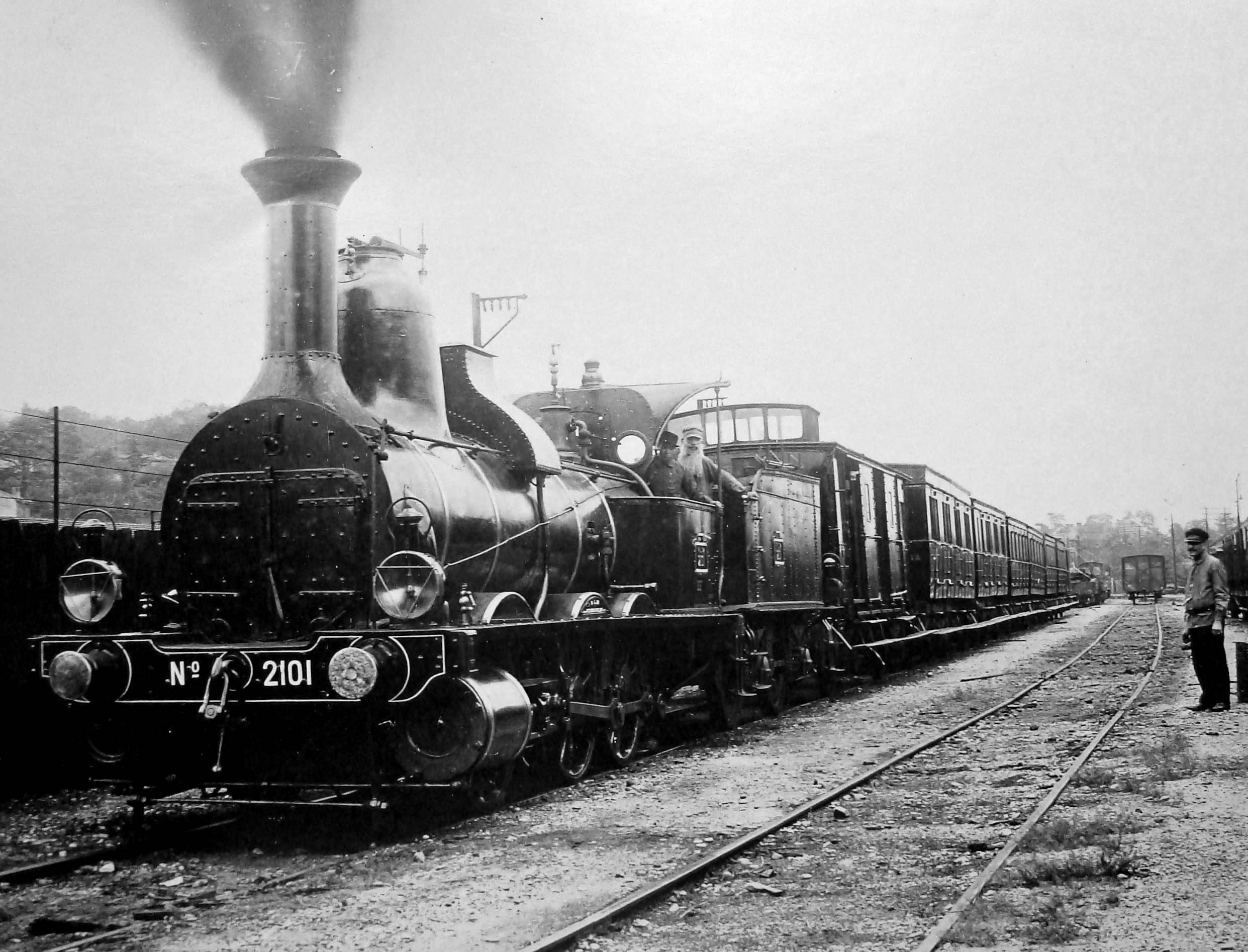
Locomotive 030 no 2101.

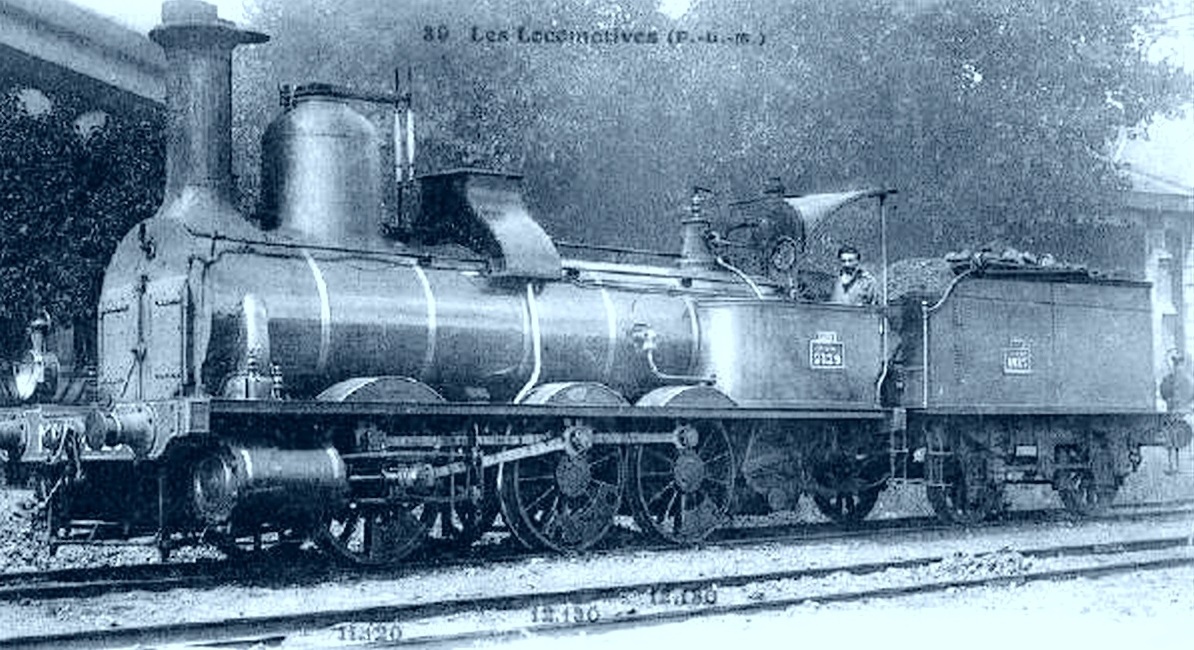
Locomotive 030 no 2129.

Les 030 PLM 1513 à 2457 sont des locomotives à vapeur de la Compagnie des chemins de fer de Paris à Lyon et à la Méditerranée (PLM), affectées essentiellement au trafic marchandise. Elles sont de type Bourbonnais.

## Histoire

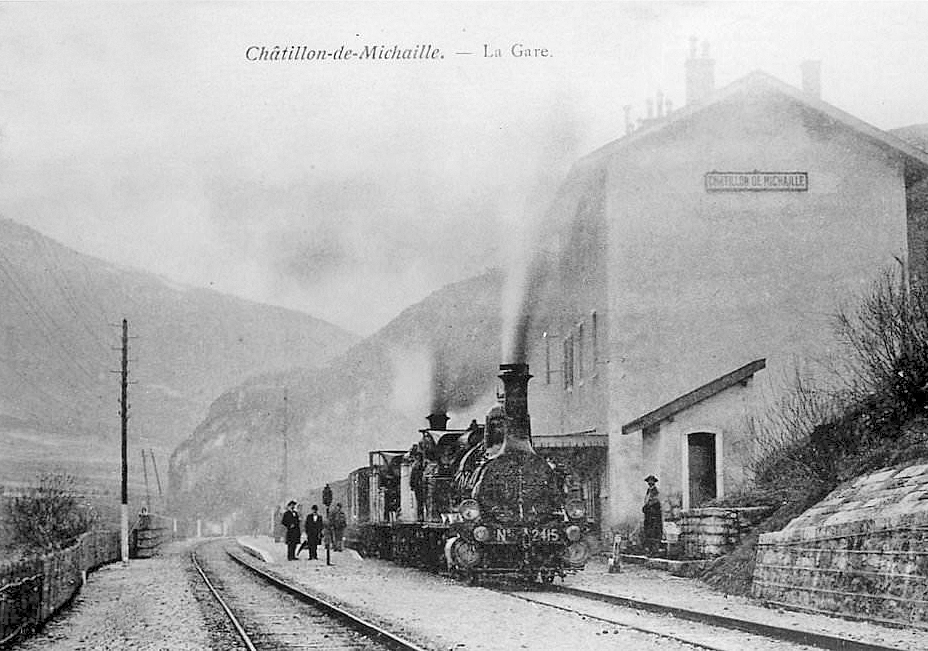
Locomotive 2415 en gare de Châtillon-de-Michaille

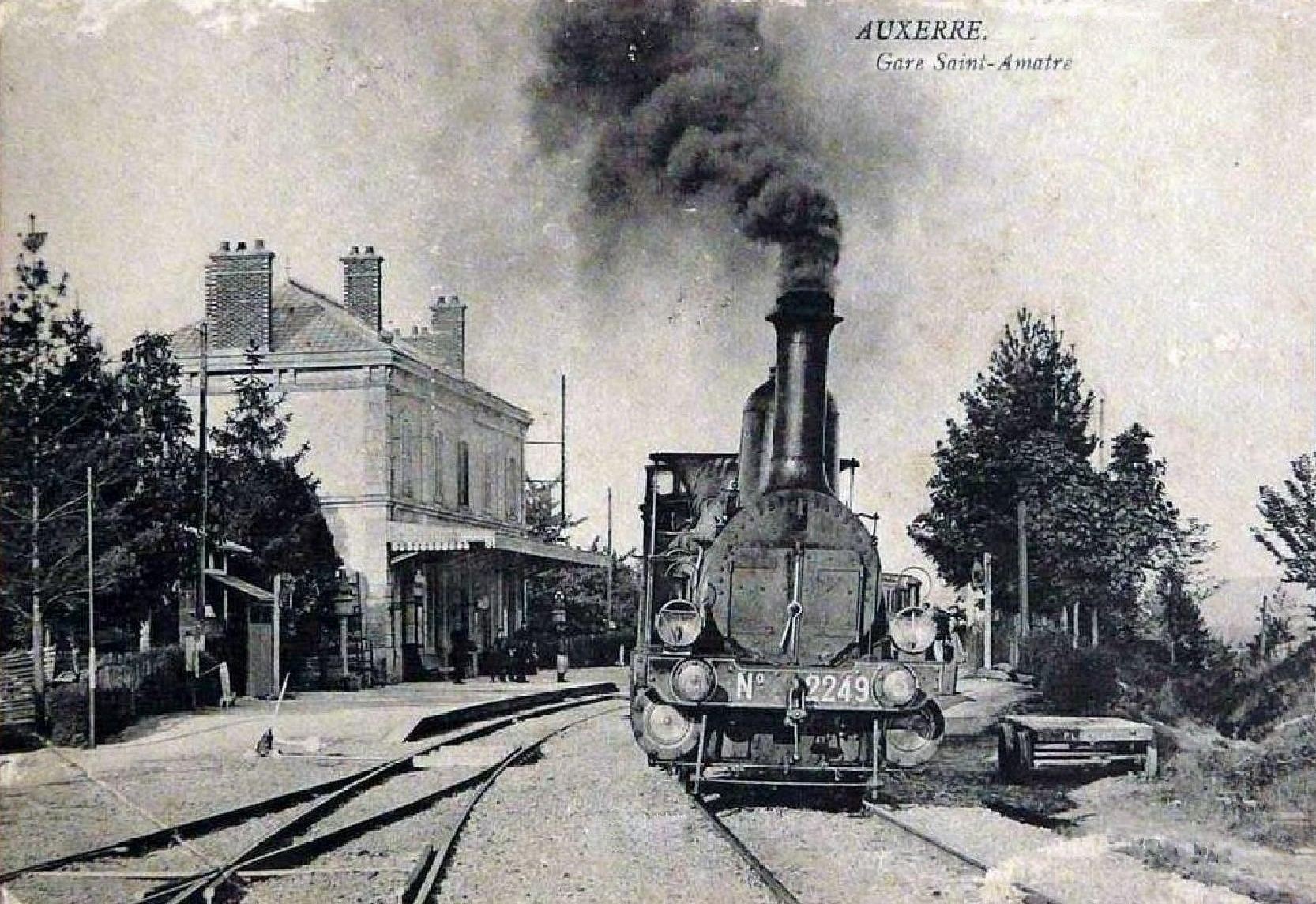
Locomotive 2249 en gare d'Auxerre

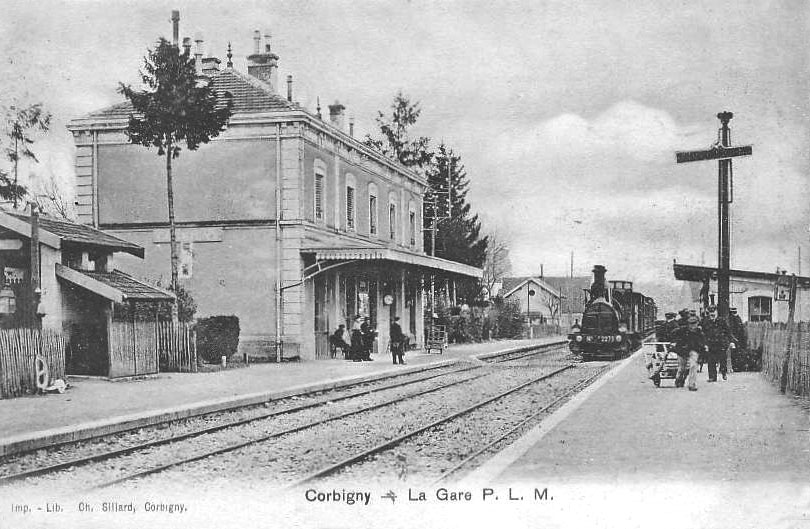
Locomotive 2273 en gare de Corbigny

L'origine de la série provient du regroupement des locomotives issues des diverses compagnies formant le PLM et de machines commandées par le PLM.
- 030 1513 à 1532  ex-Compagnie du chemin de fer Grand-Central de France, livrées par Parent et Shaken et les Ateliers d'Oullins
- 030 1533 à 1552, ex-Compagnie du chemin de fer de Paris à Lyon,  livrées par Koechlin en 1860
- 030 1553 à 1572, ex-Compagnie du chemin de fer de Paris à Lyon,  livrées par Schneider en 1860
- 030 1573 à 1582, ex-Compagnie du chemin de fer de Paris à Lyon,  livrées par Koechlin en 1862
- 030 1533 à 1592, ex-Compagnie du chemin de fer de Paris à Lyon, livrées par Koechlin en 1861
- 030 1593 à 1612, ex-chemin de fer de Lyon à la Méditerranée, livrées par Koechlin en 1860
- 030 1613 à 1628, ex-Compagnie du chemin de fer de Paris à Lyon, livrées par Gouin en 1862
- 030 1629 à 1631, livrées par Schneider en 1865 au PLM
- 030 1632 à 1647, ex-Compagnie du chemin de fer de Paris à Lyon, livrées par Graffenstaden en 1862
- 030 1648 à 1662, ex-Compagnie du chemin de fer de Paris à Lyon, livrées par Koechlin en 1862
- 030 1663 à 1682, ex- Chemin de fer de Lyon à la Méditerranée, livrées par Koechlin en 1862
- 030 1683 à 1692, ex-Compagnie du chemin de fer de Paris à Lyon, livrées par les Ateliers d'Oullins
- 030 1693 à 1700, ex-Compagnie du chemin de fer de Paris à Lyon, livrées par les Ateliers de Paris
- 030 1701 à 1715, ex-Chemin de fer de Lyon à la Méditerranée, livrées par Schneider en 1862
- 030 1716 à 1725, ex-Compagnie du chemin de fer de Paris à Lyon, livrées par Schneider en 1864
- 030 1736 à 1745, livrées par Graffenstaden en 1863
- 030 1746 à 1755, livrées par Koechlin en 1863
- 030 1756 à 1765, livrées par Koechlin en 1866
- 030 1766 à 1777, livrées par les Ateliers d'Oullins
- 030 1778 à 1788, livrées par divers constructeurs
- 030 1789 à 1793, livrées par les Ateliers d'Oullins
- 030 1794 à 1813, livrées par les Ateliers de Paris
- 030 1814 à 1843, livrées par Koechlin en 1868
- 030 1844 à 1853, livrées par Schneider en 1867
- 030 1854 à 1863, livrées par Graffenstaden en 1868,
- 030 1864 à 1873, livrées par Schneider
- 030 1874 à 1883, livrées par Fives-Lille
- 030 1884 à 1893, livrées par Graffenstaden
- 030 1894 à 1903, livrées par Koechlin
- 030 1904 à 1923, livrées par les Ateliers d'Oullins
- 030 1924 à 1943, livrées par Graffenstaden
- 030 1944 à 1959, livrées par Koechlin en 1872
- 030 1960 à 1979, livrées par les Ateliers d'Oullins
- 030 1980 à 1999, livrées par Koechlin
- 030 2000 à 2024, livrées par les Ateliers de Paris
- 030 2025 à 2049, livrées par les Ateliers d'Oullins
- 030 2050 à 2059, livrées par Claparède
- 030 2060 à 2084, livrées par les Ateliers de Paris
- 030 2085 à 2109, livrées par les Ateliers d'Oullins
- 030 2110 à 2129, livrées par Schneider en 1873
- 030 2130 à 2149, livrées par la SACM en 1874
- 030 2150 à 2169, livrées par Fives-Lille en 1874
- 030 2170 à 2194, livrées par les Ateliers de Paris
- 030 2195 à 2219, livrées par les Ateliers d'Oullins
- 030 2220 à 2239, livrées par les Forges et chantiers de la Méditerranée
- 030 2240 à 2259, livrées par Fives-Lille en 1875
- 030 2260 à 2299, livrées par Claparède
- 030 2300 à 2323, livrées par Fives-Lille en 1875
- 030 2324 à 2333, livrées par les Ateliers de Paris
- 030 2334 à 2457, livrées par les Ateliers d'Oullins

En 1925, une partie des machines de la série est regroupée dans la série 3 B 1 à 171. À la création de la SNCF, le 1er janvier 1938, la série est immatriculée 030 B 1 à 171.

## Transformations
Une partie des locomotives de cette série est transformée en locomotive tender et forme la série 030 T PLM 7401 à 7615. Une autre partie a été transformée en 040 et forme la série 040 PLM 4501 à 4640.

## Modélisme
Rivarossi reproduit dans les années 1970 une machine appartenant à la série 030 PLM 1401 à 1510 immatriculée à la SNCF. La reprise du modèle Rivarossi par Jouef en version PLM dans les années 1990 reproduit elle une locomotive appartenant à la série 030 PLM 1513 à 2457.